# Podróż apostolska Benedykta XVI do Brazylii
Podróż apostolska Benedykta XVI do Brazylii odbyła się w dniach 9 maja–14 maja 2007.
Program wizyty:
9 maja 2007

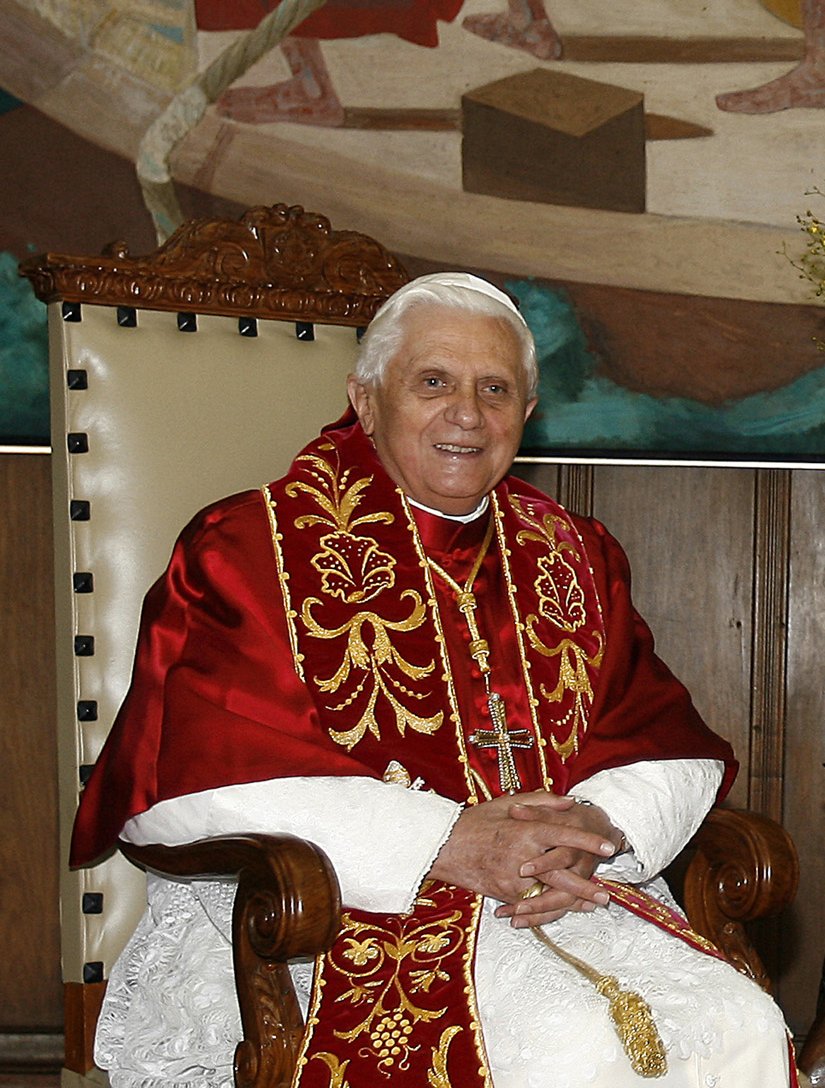
Benedykt XVI w São Paulo

- 9:00 – Wylot Benedykta VI z rzymskiego lotniska Fiumicino na lotnisko Guarulhosw São Paulo w Brazylii
- 16:30 – Przylot papieskiego samolotu do São Paulo na lotnisko Guarulhos (różnica czasu między Włochami a Brazylią wynosi pięć godzin). Ceremonia powitania. papieska mowa powitalna
- 17:30 – Wylot papieskiego śmigłowca w kierunku lotniska Campo de Marte (Pola Marsowe) w São Paulo
- 18:00 – Przylot papieskiego śmigłowca. Ceremonia powitania przez lokalne władze
- 18:10 – Wyjazd papieskiego papamobile w kierunku klasztoru św. Benedykta w São Paulo
- 18:45 – Przyjazd na miejsce. Pozdrowienie z balkonu oczekujących go wiernych

10 maja 2007
- 8:00 – Prywatną msza odprawiona przez Benedykta XVI w kaplicy klasztoru św. Benedykta
- 11:00 – Przyjazd do pałacu prezydenckiego; kurtuazyjna wizyta u prezydenta Brazylii Luisa Inácio Luli da Silvy
- 12:00 – Opuszczenie Pałacu Prezydenckiego i powrót do klasztoru św. Benedykta
- 12:30 – Planowany przyjazd do klasztoru. Spotkanie z przedstawicielami innych wyznań i religii.
- 13:15 – Obiad papieża z członkami Prezydium Krajowej Konferencji Biskupów Brazylii (CNBB) oraz członkami ekipy przygotowującej wizytę na terenie klasztoru.
- 17:30 – Wyjazd papieskiego orszaku z klasztoru na spotkanie z brazylijska młodzieżą.
- 18:00 – Spotkanie papieża z młodzieżą tego kraju
- 20:00 – Wyjazd papieskiego papamobile w kierunku klasztoru
- 20:30 – Przyjazd do klasztoru św. Benedykta

11 maja 2007
- 8:30 – Wyjazd z klasztoru św. Benedykta
- 9:00 – Przyjazd na Campo de Marte (miejsce mszy). Przejazd papieża w papamobile wśród oczekujących na niego wiernych
- 9:30 – Msza odprawiona przez papieża. Ogłoszenie świętym bł. Antoniego od św. Anny Galvão (Frei Galvão), wygłoszenie przez papieża homilii
- 11:45 – Powrót do zakrystii
- 12:00 – Wyjazd z Campo de Marte w kierunku klasztoru
- 12:45 – Przybycie do klasztoru
- 15:40 – Benedykt XVI opuścił klasztor św. Benedykta, który do tego czasu był jego rezydencją
- 15:45 – Przybycie do katedry w São Paulo
- 16:00 – Spotkaniu z biskupami Brazylii w katedrze w São Paulo, podczas którego wygłosił przemówienie
- 17:15 – Wyjazd z katedry
- 17:45 – Przybycie na Campo de Marte
- 18.00 – Wylot papieskiego śmigłowca do narodowego brazylijskiego sanktuarium maryjnego w Aparecidzie
- 19:00 – Przylot śmigłowca na lądowisko sanktuarium w Aparecida. Przywitanie przez miejscowe władze.
- 19:30 – Benedykt XVI przybył do seminarium Bom Jesús, które było jego rezydencją.

12 maja 2007
- 8.00 – Prywatna msza w kaplicy Bom Jesús w seminarium
- 9.30 – Wyjazd papamobile z seminarium
- 10:30 – Przyjazd do Fazenda da Esperança in Guaratinguetá, czyli Farmy Nadziei – ośrodka odwykowego dla narkomanów, prowadzonego przez zakonników
- 10:45 – Spotkanie ze społecznością żyjącą na Farmie Nadziei.
- 11:45 – Wyjazd w kierunku seminarium
- 12:45 – Papieski papamobile przybył do swej rezydencji w miejscowym seminarium Bom Jesús. Papież podjął obiadem uczestników V Konferencji Generalnej Episkopatu Ameryki Łacińskiej i Karaibów (CELAM)
- 18:00 Przybycie do seminarium, gdzie papież odmówił różaniec z duchowieństwem, seminarzystami, diakonami i osobami konsekrowanymi.

13 maja 2007
- 9:15 – Wyjazd z seminarium
- 9:30 – Przybycie papieskiego orszaku na miejsce spotkania. Papież przejedzie między sektorami pozdrawiając wiernych
- 10:00 – W sanktuarium w Aparecidzie Benedykt XVI przewodniczyć będzie mszy na rozpoczęcie V Konferencji Generalnej Episkopatu Ameryki Łacińskiej i Karaibów (CELAM). Papież wygłosi homilię oraz odmówi modlitwę Regina Coeli
- 12:30 – Wyjazd z miejsca spotkania w kierunku seminarium
- 12:45 – Przyjazd do seminarium Bom Jesús
- 15:45 – Wyjazd papamobile z seminarium
- 16:00 – Przybycie do sali konferencyjnej. Uroczysta inauguracja V Konferencji Generalnej Episkopatu Ameryki Łacińskiej i Karaibów (CELAM)
- 17.30 – Wyjazd w kierunku seminarium
- 18:20 – Papież pożegna się z seminarzystami
- 18:30 – Wyjazd w kierunku lądowiska helikopterów sanktuarium w Aparecida
- 18:40 – Ceremonia pożegnania przez lokalne władze oraz wylot papieskiego śmigłowca
- 18:50 – Przylot na lotnisko Guarulhos w São Paulo
- 19:40 – Ceremonia pożegnalna
- 20:15 – Planowany wylot papieskiego samolotu z lotniska

14 maja 2007
- 12:45 – Planowany przylot do Rzymu.